# Port de Kobe
Le port de Kobe est situé à Kobe au Japon. Il fut durement touché lors du séisme de Kobe en 1995. 